# Гулликсен, Кевин Могерё
Кевин Могерё Гулликсен (норв. Kevin Maagerø Gulliksen; род. 9 ноября 1996, Осло) — норвежский гандболист, выступает за немецкий клуб «Минден».

## Карьера

#### Клубная карьера
Кевин Могерё Гулликсен воспитанник клуба Баккелаге Гандбол. Кевин Гулликсен с 2013 года выступает за клуб Баккелаге Гандбол. Дебют Кевина Гулликсена в чемпионате Норвегии состоялся 9 октября 2013 года в матче против Фюллинген (Берген). Первый мяч, Кевин Гулликсен забросил 20 октября 2013 года в матче против ГК Бодё, в этом матче забросил 1 мяч. Всего в первом сезоне, Кевин Могерё Гулликсен сыграл 5 матчей и забросил 4 мяча. В сезоне 2014/15, Кевин Гулликсен стал игроком основного состава, по результатам сезона, Гулликсен сыграл 17 матчей и забросил 34 мячей, став 7-м по числу заброшенных мячей в чемпионате Норвегии. В сезоне 2015/16 Кевин Могерё Гулликсен сыграл полный сезон и забросил в чемпионате Норвегии 64 мяча, став, по числу забитых мячей 4-м в команде Баккелаге Гандбол. В 2018 году Кевин Гулликсен стал игроком немецкого клуба Минден.

#### Международная карьера
Кевин Могерё Гулликсен участник летних Олимпийских игр среди юношей за сборную Норвегию. Сборная Норвегия на летних олимпийских игр среди юношей, заняла третье место в гандбольном турнире. Выступает за молодёжную сборную Норвегии, участвовал в молодёжном чемпионате Европы (до 20 лет) 2016. Дебют в сборной Норвегии состоялся 8 июня 2017 года. Всего за сборную сыграл 8 матча и забросил 3 гола.

## Награды
- Бронзовый призёр летних Олимпийских игр среди юношей: 2014

## Статистика
Статистика указана в регулярном чемпионате и Sluttspillvinner
| Сезон    | Клуб              | Лига               | Матчи | Голы   | Голы   | Голы  |
| Сезон    | Клуб              | Лига               | Матчи | С игры | 7-метр | Всего |
| -------- | ----------------- | ------------------ | ----- | ------ | ------ | ----- |
| 2016/17* | Бэккелаге Гандбол | GRUNDIGligaen menn | 24    | 69     | 0      | 69    |
| 2017/18  | ГК Эльверум       | GRUNDIGligaen menn | 22    | 129    | 0      | 129   |
| 2018/19  | Минден            | Бундеслига         | 19    | 67     | 0      | 67    |
| 2019/20  | Минден            | Бундеслига         | 20    | 75     | 1      | 74    |